# Нярыльунды
Нярыльунды (устар. Нярыль-Унд) — река в России, протекает по территории Ямало-Ненецкого автономного округа. Устье реки находится в 102 км от устья реки Воярмолылькы по правому берегу. Длина реки составляет 16 км.

## Данные водного реестра
По данным государственного водного реестра России относится к Нижнеобскому бассейновому округу, водохозяйственный участок реки — Таз. Речной бассейн реки — Таз.